# بلدة أورونوكو تشارتر (ميشيغان)
أورونوكو تشارتر (بالإنجليزية: Oronoko Charter Township, Michigan)‏ هي بلدة تقع بولاية ميشيغان في الولايات المتحدة. تبلغ مساحتها 86.1 (كم²)، وترتفع عن سطح البحر 210 م، بلغ عدد سكانها 9193 نسمة في عام تعداد الولايات المتحدة 2010 حسب إحصاء مكتب تعداد الولايات المتحدة وتصل الكثافة السكانية فيها 109.8 نسمة/كم2.

## وصلات خارجية
- oronokotownship.org
- The US50 - Cities and Towns in Michigan State
- Michigan Cities and Towns, Facts, Map, Flag, Colleges, Government, and More